# 刘志澄
刘志澄（1928年—），男，四川资中人，中国农业经济学家，中国农业科学院研究员、博士生导师。曾任中国农业科学院常务副院长。